# Ayoub Barraj
Ayoub Barraj (arab. ايوب براج; ur. 27 maja 1997) – tunezyjski zapaśnik walczący w stylu wolnym. Zajął dwudzieste miejsce na mistrzostwach świata w 2019. Szesnasty w indywidualnym Pucharze Świata w 2020. Triumfator igrzysk afrykańskich w 2019 i ósmy w 2015. Mistrz Afryki w 2018, 2019 i 2020; trzeci w 2015. Mistrz śródziemnomorski w 2018. Złoty medalista mistrzostw arabskich w 2018. Piąty na igrzyskach olimpijskich młodzieży 2014. Mistrz Afryki juniorów w 2015 i 2017 roku.